# Hàm Hư Đắc Thông
Hàm Hư Đắc Thông (zh. hánxū détōng 涵虚得通, ja. kanko tokutsū, ko. hamhŏ tŭkt'ong), 1376-1433, có thụy hiệu là Kỉ Hòa (zh. 己和, ko. kihwa), nguyên là tăng sĩ trước thời kì Cao Li thuộc Thiền tông Triều Tiên, là nhân vật lĩnh đạo Phật giáo kiệt xuất thuộc thế hệ của này. Hàm Hư vốn là một nhà Nho học nổi danh, nhưng chuyển sang Phật giáo vào lúc 21 tuổi sau cái chết của một người bạn thân. Sư hành cước khắp các sơn tự ở Triều Tiên, cho đến dịp may trở thành đệ tử của Quốc sư Vô Học (zh. 無學). Các tác phẩm của Kỉ Hòa là một pha trộn giữa sự đả phá tôn sùng ngẫu tượng và ngôn ngữ thiền đốn ngộ, cùng nhận thức sâu sắc về giáo môn. Do vậy, sư tiếp nhận ở Tri Nột tinh thần hợp nhất giữa Phật giáo Thiền tông và giáo môn.
Trong các tác phẩm của sư, có 4 tác phẩm đặc biệt tạo nên ảnh hưởng sâu đậm về sau cho Thiền tông Hàn Quốc. Đó là:
1. Luận giải về kinh Viên Giác, nhan đề Viên Giác kinh giải thuyết nghị (zh. 圓覺經解説誼)
2. Biên soạn và phụ chú về 5 luận giải nổi tiếng về kinh Kim Cương,
3. Biên soạn và phụ chú về Vĩnh Gia tập, nhan đề Vĩnh Gia tập khoa chú thuyết nghị (zh. 永嘉集科註説誼).
4. Hiển chính luận (zh. 顯正論).

Cũng như kết quả từ tác phẩm thứ tư của mình, Hàm Hư đã tự xem mình là Phật tử chính bị tố cáo trong sự phê phán của Tân Nho gia và Sư cũng phản ứng quyết liệt sự phê phán của Tân Nho giáo đối với Phật giáo thời bấy giờ. Sư viên tịch trong lúc trú tại chùa Tịnh Thủy (zh. 淨水寺), tọa lạc tại đầu phía nam đảo Giang Hoa (zh. 江華島), nay Phật tử vẫn còn được viếng tháp của sư ở nơi đây. Có một luận án tiến sĩ phân tích hành trạng và tác phẩm của Hàm Hư của Muller (1993) và bản dịch của Muller (1999) về luận giải kinh Viên Giác của Hàm Hư.